# Фрітаун (Нью-Йорк)
Фрітаун (англ. Freetown) — місто (англ. town) в США, в окрузі Кортленд штату Нью-Йорк. Населення — 767 осіб (2020).

## Демографія
Згідно з переписом 2010 року, у місті мешкало 757 осіб у 286 домогосподарствах у складі 204 родин. Було 340 помешкань
Расовий склад населення:
| - 97,6 % — білих - 0,9 % — чорних або афроамериканців - 0,3 % — корінних американців - 0,3 % — азіатів |

До двох чи більше рас належало 0,9 %. Частка іспаномовних становила 0,8 % від усіх жителів.
За віковим діапазоном населення розподілялося таким чином: 25,0 % — особи молодші 18 років, 62,2 % — особи у віці 18—64 років, 12,8 % — особи у віці 65 років та старші. Медіана віку мешканця становила 40,3 року. На 100 осіб жіночої статі у місті припадало 96,1 чоловіків;  на 100 жінок у віці від 18 років та старших — 102,9 чоловіків також старших 18 років.
Середній дохід на одне домашнє господарство  становив 57 301 долар США (медіана — 48 942), а середній дохід на одну сім'ю — 58 061 долар (медіана — 51 786). Медіана доходів становила 39 375 доларів для чоловіків та 30 500 доларів для жінок. За межею бідності перебувало 13,4 % осіб, у тому числі 22,1 % дітей у віці до 18 років та 2,9 % осіб у віці 65 років та старших.
Цивільне працевлаштоване населення становило 318 осіб. Основні галузі зайнятості: освіта, охорона здоров'я та соціальна допомога — 27,7 %, виробництво — 19,5 %, будівництво — 13,8 %, мистецтво, розваги та відпочинок — 12,6 %.